# Трамвай „Желание“ (филм)
 Тази статия е за филма Трамвай „Желание“.  За едноименната пиеса на Тенеси Уилямс вижте Трамвай „Желание“.  
„Трамвай „Желание““ (на английски: A Streetcar Named Desire) е американски игрален филм - драматичен романс, излязъл по екраните през 1951 година, режисиран от Елия Казан с участието на Марлон Брандо, Вивиан Лий, Карл Молдън и Ким Хънтър в главните роли. Сценарият, написан от Тенеси Уилямс в сътрудничество с Оскар Соул, е адаптация по едноименната пиеса на Уилямс, поставена на сцена също от режисьора Казан.

## Сюжет
Бланш Дюбоа (Лий), жена с поизбледняваща южняшка хубост и слабост към алкохола, пристига от провинцията при сестра си Стела Ковалски (Хънтър), която живее със съпруга си Станли Ковалски (Брандо) – недодялан грубиян, в западнал квартал на Ню Орлийнс. Още в началото, побойникът Ковалски показва непоносимост към превзетата Бланш, която търси последна утеха в прегръдките на внимателния Харолд Мичъл (Молдън), приятел на Станли.
Трима от четиримата главни изпълнители участват и в оригиналната пиеса, поставена на Бродуей от Елиа Казан. Само Вивиън Лий е нова в екипа, но тя е участвала в поставянето на творбата на лондонската сцена.

## В ролите
| Актьор        | Роля            |
| ------------- | --------------- |
| Марлон Брандо | Станли Ковалски |
| Вивиан Лий    | Бланш Дюбоа     |
| Карл Молдън   | Харолд Мичъл    |
| Ким Хънтър    | Стела Ковалски  |
| Руди Бонд     | Стив Хъбъл      |
| Ник Денис     | Пабло Гонзалес  |
| Пег Хилиъс    | Юнис Хъбъл      |
| Райт Кинг     | инкасатор       |
| Ричард Гарик  | доктор          |

## Награди и номинации
„Трамвай „Желание““ е сред големите заглавия на 24-тата церемония по връчване на наградите „Оскар“, където е номиниран за отличието в цели 12 категории, включително за най-добър филм. Произведението печели 4 статуетки, в това число три от актьорските награди - за най-добра главна роля на Вивиън Лий и най-добри поддържащи роли на Карл Молдън и Ким Хънтър.
През 1999 година, филмът е избран като културно наследство за опазване в Националния филмов регистър към Библиотеката на Конгреса на САЩ.